# Lauriston Reservoir
Lauriston Reservoir är en reservoar i Australien. Den ligger i delstaten Victoria, omkring 79 kilometer nordväst om delstatshuvudstaden Melbourne. Lauriston Reservoir ligger 480 meter över havet. Arean är 1,7 kvadratkilometer. Den sträcker sig 3,2 kilometer i nord-sydlig riktning, och 2,7 kilometer i öst-västlig riktning.
Trakten runt Lauriston Reservoir består till största delen av jordbruksmark. Runt Lauriston Reservoir är det glesbefolkat, med 16 invånare per kvadratkilometer. Genomsnittlig årsnederbörd är 782 millimeter. Den regnigaste månaden är juli, med i genomsnitt 92 mm nederbörd, och den torraste är januari, med 22 mm nederbörd.